# Dasyvalgus sarawakensis
Dasyvalgus sarawakensis är en skalbaggsart som beskrevs av Moser 1911. Dasyvalgus sarawakensis ingår i släktet Dasyvalgus och familjen Cetoniidae. Inga underarter finns listade i Catalogue of Life.